# Tatochila sagittata
Tatochila sagittata is een vlindersoort uit de familie van de Pieridae (witjes), onderfamilie Pierinae.
Tatochila sagittata werd in 1908 beschreven door Röber.